# 108. pehotni polk (Avstro-Ogrska)
Za druge 108. polke glejte 108. polk.
108. pehotni polk je bil pehotni polk avstro-ogrske skupne vojske.

## Zgodovina
Polk je bil ustanovljen leta 1917 med samo vojno (dejansko v zadnjem letu vojne) v sklopu t. i. Conradovih reform, pri čemer je bila sama vojaška sposobnost polka zelo slaba. Sestavljen je bil iz treh bataljonov, ki so jih vzeli iz dotedaj obstoječih polkov.

## Organizacija
Ob ustanovitvi
- 3. bataljon, 8. pehotni polk
- 4. bataljon, 81. pehotni polk
- 1. bataljon, 99. pehotni polk